# آتلانتیس ۲
«آتلانتیس ۲» (انگلیسی: Atlantis II) یک بازی ویدئویی است.که در سال ۱۹۹۹ برای پلت‌فرم مایکروسافت ویندوز منتشر شده‌است.